# Automotodróm Slovakia Ring
Automotodróm Slovakia Ring är en 5 922 meter lång racerbana i Orechová Potôň, sydvästra Slovakien. Banan byggdes under 2008/2009 och ligger ungefär 30 kilometer från Milan Rastislav Štefániks flygplats. På banan hålls bland annat tävlingar i FIA GT3 European Championship och EuroBOSS Series. Andreas Zuber satte år 2010 banrekordet på 01:44,247 i just EuroBOSS. Han körde då en Dallara GP2/05 för Zele Racing. Från och med säsongen 2012 kommer Slovakia Ring stå som värd för FIA WTCC Race of Slovakia i World Touring Car Championship. Detta efter att tävlingarna i Argentina strukits från kalendern.
Sex olika bansträckningar finns tillgängliga och utöver det finns även kartingbana och offroadbana. I anslutning till banan ligger Hotel Ring, byggt år 2010.